# Ekstraliga na żużlu (2001)
Ekstraliga żużlowa 2001 – drugi, od czasu uruchomienia Ekstraligi i 54. w historii, sezon rozgrywek najwyższego szczebla o drużynowe mistrzostwo Polski na żużlu. Tytułu mistrza Polski z sezonu 2000 broniła drużyna Polonii Bydgoszcz.

## Tabela końcowa
źródło: ekstraliga.wp.pl
| Poz. | Klub                      | Pkt. | Z  | R | P  | +/−  |
| ---- | ------------------------- | ---- | -- | - | -- | ---- |
| 1    | Apator Adriana Toruń      | 28   | 14 | 0 | 6  | +180 |
| 2    | WTS Atlas Wrocław         | 27   | 13 | 1 | 6  | +181 |
| 3    | Polonia Bydgoszcz         | 20   | 10 | 0 | 10 | +42  |
| 4    | Pergo Gorzów Wielkopolski | 19   | 9  | 1 | 10 | +48  |
| 5    | Polonia Piła              | 20   | 10 | 0 | 10 | –49  |
| 6    | Włókniarz Częstochowa     | 16   | 7  | 2 | 11 | –84  |
| 7    | Unia Leszno               | 16   | 8  | 0 | 12 | –152 |
| 8    | ZKŻ Zielona Góra          | 14   | 7  | 0 | 13 | –166 |